# クレレ誌
クレレ誌もしくは、単にクレレとは数学誌Journal für die reine und angewandte Mathematik （純粋・応用数学雑誌の意）の通称。現存している中では最も古くからある数学の学術誌である。

## 歴史
この科学学術雑誌はアウグスト・レオポルト・クレレにより、1826年に創刊され、1855年に彼が亡くなるまで、クレレによって編纂された。クレレ誌はアカデミーの紀要ではない最初の主要な数学学術誌の一つである（Neuenschwander 1994, p. 1533）。ニールス・アーベル、ゲオルク・カントール、ゴットホルト・アイゼンシュタインらの研究を含む著名な論文を掲載してきた。1856-80年にはカール・ウィルヘルム・ボルヒャルトによって編纂されていたが、その時代にはボルヒャルト誌の名で知られていた。現在の編集長は Rainer Weissauer（ルプレヒト・カール大学ハイデルベルク）である。

## 過去の編著者
- 1826–1856年 アウグスト・レオポルト・クレレ
- 1856–1880年 カール・ウィルヘルム・ボルヒャルト
- 1881–1888年 レオポルト・クロネッカー, カール・ワイエルシュトラス
- 1889–1892年 レオポルト・クロネッカー
- 1892–1902年 ラザルス・フックス
- 1903–1928年 クルト・ヘンゼル
- 1929–1933年 クルト・ヘンゼル, ヘルムート・ハッセ, ルートヴィヒ・シュレジンガー
- 1934–1936年 クルト・ヘンゼル, ヘルムート・ハッセ
- 1937–1952年 ヘルムート・ハッセ
- 1952–1977年 ヘルムート・ハッセ, ハンス・ロールバッハ
- 1977–1980年 ヘルムート・ハッセ